# Ladmovce
Ladmovce (maďarsky Ladmóc, Ladamóc) jsou obec na Slovensku, v okrese Trebišov v Košickém kraji. Leží na břehu řeky Bodrog. Na území obce je chráněné ptačí území Medzibodrožie.
V roce 2011 zde žilo 334 obyvatel. V roce 2001 se 87 % obyvatel hlásilo k maďarské národnosti..